# Glauc de Carist
Glauc de Carist (grec antic: Γλαῦκος, Gláukos, llatí: Glaucus), fill de Demil i nascut a Carist, fou un dels esportistes grecs més cèlebres, considerat un περιοδονίκης: guanyador als quatre Jocs més importants dels grecs, atès que havia guanyat una vegada als Jocs Olímpics, dues vegades als Jocs Pítics, vuit vegades als Jocs Nemeus i vuit vegades als Jocs Ístmics. La seva especialitat era la boxa. La llegenda deia que havia reparat una arada amb els seus punys sense necessitar martell. La seva estàtua a Olímpia la va fer Glàucies d'Egina.